# Молочай огородный
Молоча́й огоро́дный, или Молоча́й бутерлаковый (лат. Euphórbia peplus) — однолетнее травянистое растение; вид рода Молочай (Euphorbia) семейства Молочайные (Euphorbiaceae).

## Ботаническое описание
Растение 10—25 см высотой, голое.
Корень тонкий.
Стебли благодаря ветвлению их основания более-менее многочисленные, внизу восходящие, а выше прямостоячие, обыкновенно немного больше ½ высоты растения, ветвистые, наверху с 1—4 пазушными цветоносами 2—4,5 см длиной или без таковых, а ниже нередко с нецветущими боковыми побегами, иногда простые.
Стеблевые листья на черешках 1—6 мм длиной, из клиновидного основания широко-обратнояйцевидные, 7—25 мм длиной, 5—16 мм шириной, тупые, цельнокрайные, плёнчатые.
Верхушечные цветоносы в числе 3, 2—3 см длиной, как и пазушные — на конце два—пять раз вильчато-двураздельные. Листочки обёртки на черешках до 3 мм длиной, широко-обратнояйцевидные, 12—27 мм длиной, 7—14 мм шириной; листочки обёрточек по два, коротко-черешчатые, из косого основания яйцевидные или треугольно-ромбические, 10—17 мм длиной и 7—12 мм шириной (верхушечные уменьшенные), тупые или коротко-остроконечные, цельнокрайные; бокальчик колокольчатый, 0,7—1 мм в диаметре, голый, с незаметными, яйцевидными, бахромчатыми лопастями. Нектарники в числе 4, двурогие, с желтовато-белыми шиловидными рожками, заметно (в 1½—2 раза) превышающими в длину ширину нектарника. Столбики 0,1—0,2 мм длиной, глубоко-двунадрезанные. Цветёт в мае—ноябре.
Плод — приплюснуто-шаровидный трёхорешник, 1,8—2,2 мм длиной, 2—2,5 мм шириной, трёхбороздчатый, с гладкими лопастями, лишь вдоль спинки с двумя продольными, узко-крылатыми килями, голый. Семена пепельно-серые, яйцевидные, 1,25—1,5 мм длиной, шестигранные, на двух внутренних гранях просто вогнутые с продольной бороздкой, на прочих тёмноямчатые, из них на наружных по три-четыре ямки, а на боковых ямок большей частью по три, на конце с придатком.
Вид описан из Европы, с огородов.
|                                        |  |  |
| Слева направо: общий вид, циатия, плод |  |  |

## Распространение
Европа: Дания, Финляндия, Ирландия, Норвегия, Швеция, Великобритания, Австрия, Бельгия, Чехословакия, Германия, Венгрия, Нидерланды, Польша, Швейцария, Албания, Болгария, Югославия, Греция (включая Крит), Италия (включая Сардинию и Сицилию), Румыния, Франция (включая Корсику), Португалия, Испания (включая Балеарские острова); территория бывшего СССР: Белоруссия, Эстония, Латвия, Литва, Европейская часть России, Украина, Молдавия, Кавказ
(Азербайджан, Грузия); Азия: Арабские Эмираты, Кувейт, Оман, Саудовская Аравия, Йемен, Кипр, Иран, Ирак, Израиль, Иордания, Ливан, Сирия, Турция, Китай, Тайвань, Индия (Джамму и Кашмир), Пакистан (запад); Африка: Алжир, Египет, Ливия, Марокко, Тунис, Эфиопия; Макронезия: Мадейра, Канарские острова, Азорские острова (заносное), Кабо-Верде (заносное).
Растёт как сорное растение на возделанной почве; на полях, в садах и огородах, иногда на сухих склонах; на песках и морском берегу.

## Значение и применение
Растение до цветения содержит ядовитое вещество приводящее к отравлению. Симптомы отравления: слюнотечение, беспокойство, потеря аппетита, диарея, желтуха, сильная угнетённость, упадок сердечной деятельности. У отравившихся дойных коров молоко принимает розовый цвет, а затем выделение молока прекращается. Животное погибает через 2—5 дней.

## Таксономия
|  |                                      |  |                                                             |                                                             |                      |  | ещё 36 семейств (согласно Системе APG II), в том числе Маковые | ещё 36 семейств (согласно Системе APG II), в том числе Маковые |                         |  |  |  | ещё ≈2000 видов |
|  |                                      |  |                                                             |                                                             |                      |  | ещё 36 семейств (согласно Системе APG II), в том числе Маковые | ещё 36 семейств (согласно Системе APG II), в том числе Маковые |                         |  |  |  | ещё ≈2000 видов |
|  |                                      |  |                                                             | порядок Мальпигиецветные                                    |                      |  |                                                                |                                                                | род Молочай (Euphorbia) |  |  |  |                 |
|  |                                      |  |                                                             | порядок Мальпигиецветные                                    |                      |  |                                                                |                                                                | род Молочай (Euphorbia) |  |  |  |                 |
|  | отдел Цветковые, или Покрытосеменные |  |                                                             |                                                             | семейство Молочайные |  |                                                                |                                                                | вид Молочай огородный   |  |  |  |                 |
|  | отдел Цветковые, или Покрытосеменные |  |                                                             |                                                             | семейство Молочайные |  |                                                                |                                                                |                         |  |  |  |                 |
|  |                                      |  | ещё 44 порядка цветковых растений (согласно Системе APG II) | ещё 44 порядка цветковых растений (согласно Системе APG II) |                      |  |                                                                | ещё >300 родов                                                 | ещё >300 родов          |  |  |  |                 |
|  |                                      |  |                                                             | ещё 44 порядка цветковых растений (согласно Системе APG II) |                      |  |                                                                |                                                                | ещё >300 родов          |  |  |  |                 |